# George Moorhouse
George Moorhouse (né le 4 mai 1901 à Liverpool en Angleterre et mort le 13 juin 1982 à Long Beach dans l'État de New York), était un joueur de football anglais et américain.

## Carrière de club
Natif d'Angleterre, Moorhouse sert dans la marine marchande pendant la Première Guerre mondiale. Après la guerre, il décide de tenter sa chance dans le football. À l'origine arrière gauche, Moorhouse a une brève expérience avec Leeds United. Il joue ses deux premiers matchs le 26 décembre 1921 contre Ashington et le 28 janvier 1922 contre Accrington Stanley avant de partir pour Tranmere Rovers dans l'ancienne Third Division North pour la saison 1921-22. Il joue ensuite avec la réserve des Rovers en Cheshire League.
En 1923, il immigre au Canada, où il trouve une place dans l'équipe de Montreal Canadian Pacific Railway. Il ne reste que quelques mois à Montréal avant d'être transféré aux Brooklyn Wanderers de l'American Soccer League (ASL). Il n'y joue que 3 matchs avant de partir pour les New York Giants où il passe les sept saisons suivantes, avec 45 buts en 250 matchs. En 1928, les Giants sont exclus de l'ASL durant la « Soccer War » et Moorhouse continue l'aventure avec eux pour la fin de la saison en Eastern Professional Soccer League. En 1929, Moorhouse et les Giants retournent en ASL. À l'été 1930, les Giants sont vendus à un nouveau propriétaire qui renomme le club New York Soccer Club. Puis en 1931, l'équipe fusionne avec les Fall River Marksmen pour devenir les New York Yankees. À la fin 1931, Moorhouse part chez les New York Americans. En 1933, la première ASL est remplacée par une nouvelle ligue également appelée l'American Soccer League. Les Americans rejoignent la nouvelle ligue et Moorhouse y joue jusqu'en 1937, avec deux titres d'U.S. Open Cup à la clé.

## Équipe nationale
Moorhouse joue pour la première fois en sélection lors d'une victoire 6-1 contre le Canada le 6 novembre 1926. Il n'est pas rappelé pour les US Games en 1928, mais participe à la coupe du monde 1930 où les Américains acceptent l'offre de la FIFA d'y participer. Moorhouse joue les 3 matchs de son équipe, avec tout d'abord une victoire 3-0 contre la Belgique le 13 juin 1930 au Parque Central de Montevideo, ce qui fait de Moorhouse le premier natif anglais à jouer une coupe du monde. Il joue les deux matchs suivants où ils parviennent jusqu'en demi-finale de la compétition, éliminés par l'Argentine lors d'un match particulièrement physique, où plusieurs joueurs américains (trois) finissent blessés, les remplacements n'étant à l'époque pas autorisés. Les États-Unis n'ont pas de matchs internationaux jusqu'à la coupe du monde 1934 en Italie. Il est nommé capitaine de l'équipe qui est éliminée au premier tour contre l'Italie.

## Décès
Tandis que le National Soccer Hall of Fame porte la date de décès de Moorhouse au 13 juillet 1982, de nombreuses autres sources en conflit en apportent d'autres. Colin Jose, historien du the Hall of Fame, affirme qu'il est mort le 12 octobre 1943 dans son history of the American Soccer League. Dave Litterer, ayant écrits de nombreux ouvrages sur le soccer américain, parle également de son décès en 1943.